# 井上バレエ団
公益財団法人井上バレエ団（いのうえバレエだん）は、東京都世田谷区砧に本部を置くバレエ団。創立年度は、1968年。特徴として、古典バレエのブルノンヴィル派（デンマーク王立バレエ団にその特徴がよく受け継がれている）の日本での再現が挙げられる。

## 歴史、沿革
1968年、創立。当初は「井上博文によるバレエ劇場」という団体名だった。
1987年、「井上バレエ団」に名称変更。

## レパートリー
| - 白鳥の湖 - くるみ割り人形 - コッペリア | - ラ・シルフィード - ナポリ - ゆきひめ |

## 団員
- 藤井直子
- 島田衣子